# Unité urbaine de Soumoulou
L'unité urbaine de Soumoulou est une unité urbaine française centrée sur les communes d'Espoey, de Nousty et de Soumoulou dans le département des Pyrénées-Atlantiques en région Nouvelle-Aquitaine.

## Données globales
Dans le zonage réalisé par l'Insee en 2010, l'unité urbaine était composée de trois communes.
Dans le nouveau zonage réalisé en 2020, elle est composée de quatre communes, celle de Limendous ayant été ajoutée au périmètre.
En 2022, avec 5 090 habitants, elle représente la 9e unité urbaine du département des Pyrénées-Atlantiques.
En 2021, sa densité de population s'élève à 153 hab/km2. Par sa superficie, elle représente 0,47 % du territoire départemental et, par sa population, elle regroupe 0,74 % de la population du département des Pyrénées-Atlantiques.

## Composition 2020 de l'unité urbaine
Elle est composée des quatre communes suivantes :
| Nom       | Code Insee | Département          | Statut       | Superficie (km2) | Population (dernière pop. légale) | Densité (hab./km2) | Modifier                                    |
| --------- | ---------- | -------------------- | ------------ | ---------------- | --------------------------------- | ------------------ | ------------------------------------------- |
| Espoey    | 64216      | Pyrénées-Atlantiques | ville-centre | 13,43            | 1 206 (2022)                      | 90                 | modifier les données · modifier les données |
| Nousty    | 64419      | Pyrénées-Atlantiques | ville-centre | 9,70             | 1 591 (2022)                      | 164                | modifier les données · modifier les données |
| Soumoulou | 64526      | Pyrénées-Atlantiques | ville-centre | 2,79             | 1 587 (2022)                      | 569                | modifier les données · modifier les données |
| Limendous | 64343      | Pyrénées-Atlantiques | banlieue     | 7,48             | 706 (2022)                        | 94                 | modifier les données · modifier les données |

## Évolution démographique
L'évolution démographique ci-dessous concerne l'unité urbaine selon le périmètre défini en 2020.
| 1968  | 1975  | 1982  | 1990  | 1999  | 2009  | 2014  | 2021  |
| ----- | ----- | ----- | ----- | ----- | ----- | ----- | ----- |
| 2 003 | 2 131 | 2 404 | 2 711 | 2 956 | 4 251 | 4 879 | 5 094 |

#### Données générales
- Unité urbaine en France
- Aire d'attraction d'une ville
- Liste des unités urbaines de France

#### Données démographiques en rapport avec l'unité urbaine de Soumoulou
- Aire d'attraction de Pau
- Arrondissement de Pau

#### Données démographiques en rapport avec les Pyrénées-Atlantiques
- Démographie des Pyrénées-Atlantiques